# ليون فوقاس الأكبر
ليون فوقاس ((باليونانية: Λέων Φωκᾶς)‏, fl. 910s 910s) كان جنرال بيزنطي في وقت مبكر من القرن العاشر من عشيرة فوقاس النبيلة. كقائد للمدارس، وقائد الجيش البيزنطي، قاد حملة واسعة النطاق ضد البلغار في عام 917، لكنه هزم بشدة في معارك آخيليوس (Battle of Achelous (917)) و كاتسيراتا (Battle of Katasyrtai). ثم تآمر للاستيلاء على العرش من الإمبراطور البيزنطي الشاب قسطنطين السابع (حكم من 913 إلى 959)، لكن الأدميرال رومانوس ليكابينوس، الذي نجح في أن يصبح حارساً للإمبراطور ولاحقا أبوه في القانون. بعد سيطرة ليكابنوس على الإمبراطورية البيزنطية، قاد ليون ثورة غير ناجحة، وتم القبض عليه وأعمى.

## روابط خارجية
- Theophanes Continuatus؛ Stephenson، Paul (translator) (يوليو 2010) [28 October 1998]. "Symeon of Bulgaria wins the Battle of Acheloos, 917". مؤرشف من الأصل في 2012-05-25. اطلع عليه بتاريخ 2012-01-26. {{استشهاد ويب}}: |مؤلف2-الأول= باسم عام (مساعدة)

| سبقه Constantine Doukas ‏ | محلية المدارس ‏ 913–919 | تبعه John Garidas |